# Piaristická kolej (Bruntál)

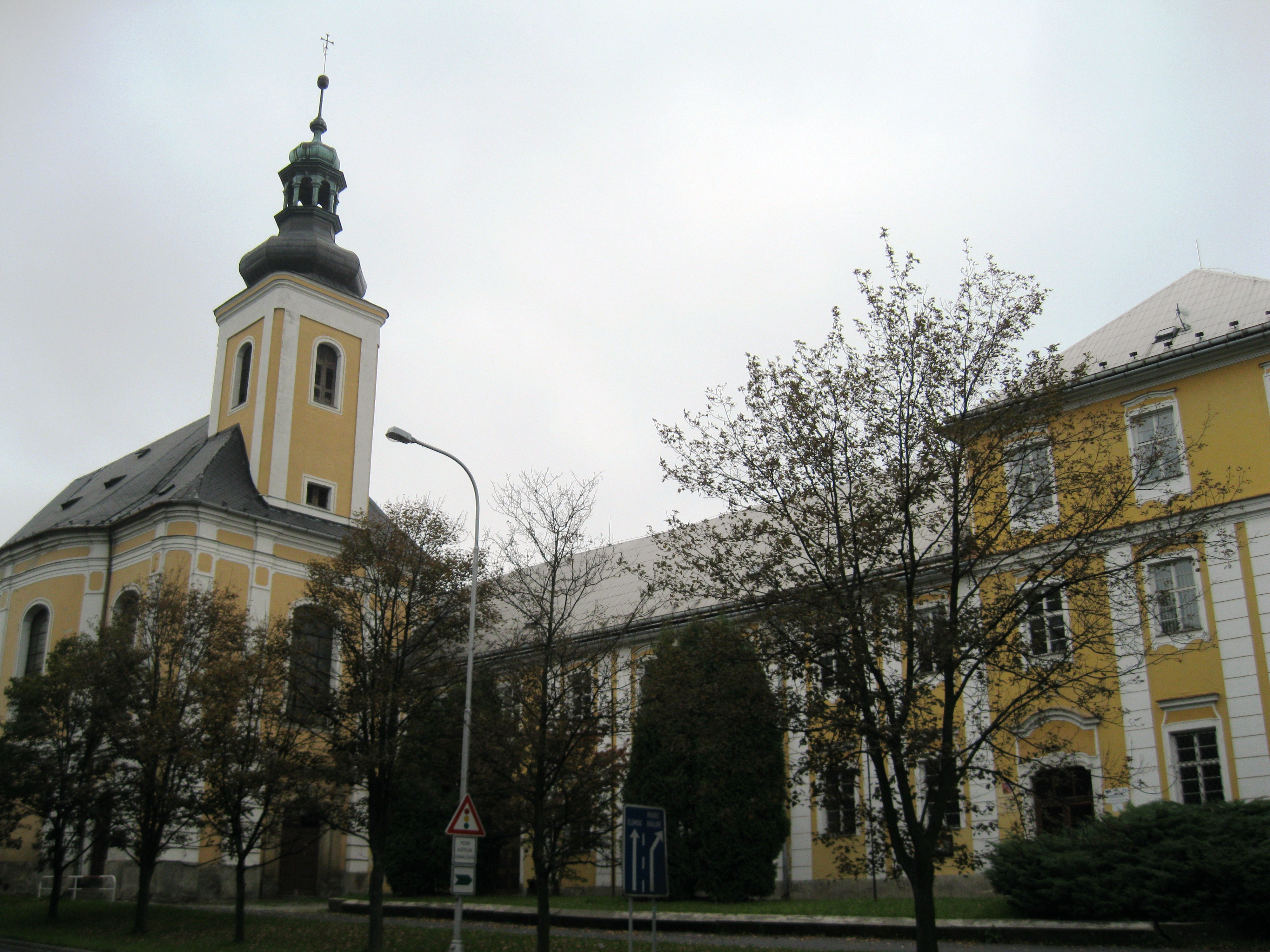
Piaristická kolej a kostel Panny Marie Těšitelky

Piaristický klášter v Bruntále, jehož areál se skládá z koleje a kostela Panny Marie Těšitelky (pozn: někdy též Utěšitelky), je největší barokní stavbou ve městě. Piaristická kolej se nachází na Dukelské ulici č. p. 795, č. 5. Ke koleji přiléhá kostel Panny Marie Těšitelky. Kolej, jejíž zřizovací listina pochází z konce roku 1730, byla řádem německých rytířů postavena pro potřeby zajištění vyhovující školní výuky piaristů a s cílem zřídit v Bruntále piaristické gymnázium.  

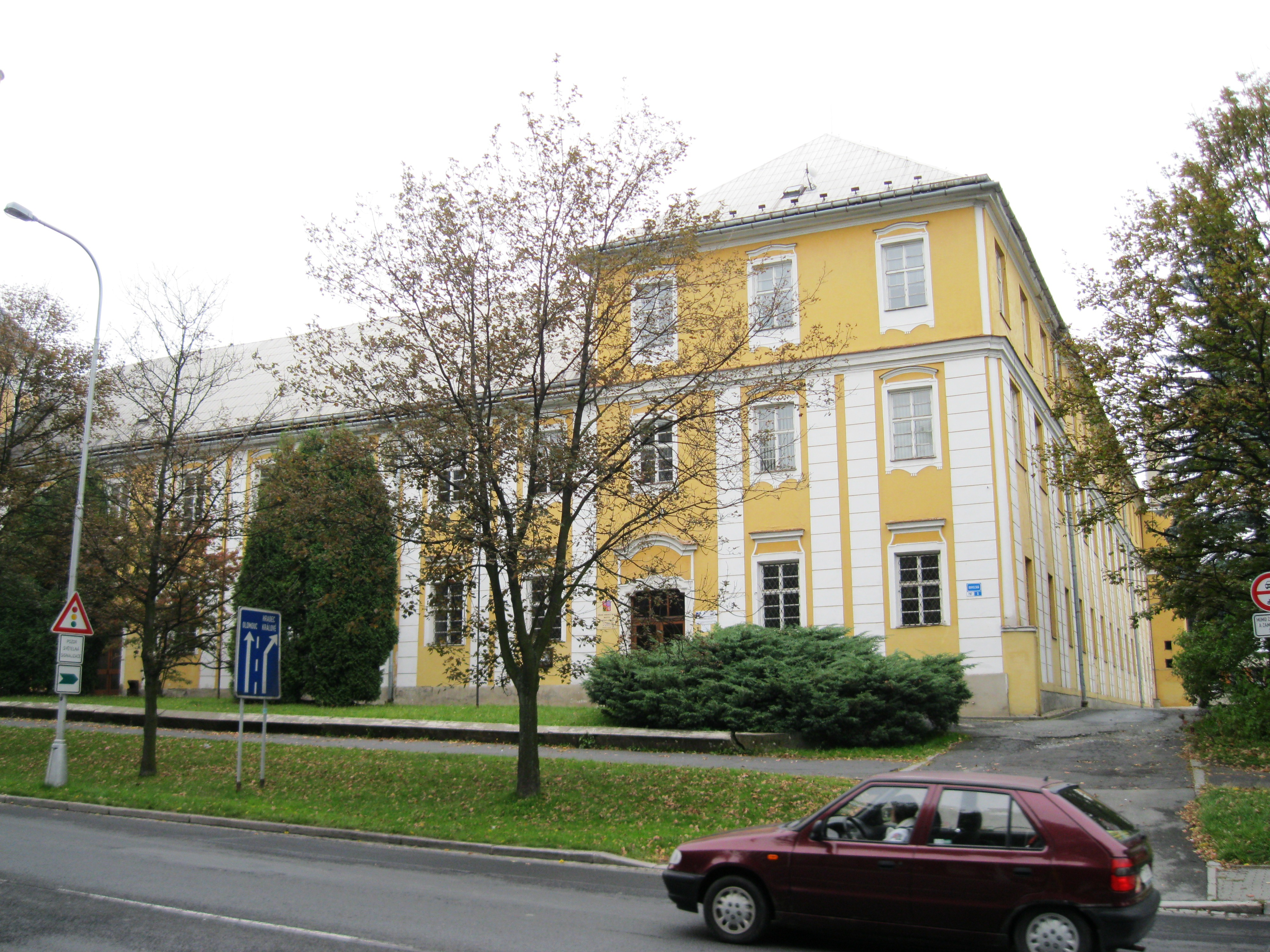
Piaristická kolej

V červnu 1731 začala podle plánů architekta F. A. Hammerschmieda výstavba jak piaristické koleje, tak kostela. V roce 1732 však byly původní stavební plány přepracovány. Zatímco na kolej piaristé dostali vstupní kapitál ve výši 24 tisíc zlatých ze speciálního fondu důchodního úřadu (ze kterého měla být každoročně na stavbu poskytována částka tisíc zlatých), na kostel se nejprve konala sbírka. V průběhu výstavby umírá velmistr řádu německých rytířů Franz Ludwig von Pfalz-Neuburg, který se zásadně zasloužil o její zahájení, a jeho nástupce nebyl ochoten pokračovat ve finanční podpoře stavby. Stavba koleje se dostala do finančních potíží a byla dokončena díky darům města a mecenášů, a to ve 2. polovině 30. let 18. století. Na stavbu kostela bylo velmistrem řádu německých rytířů později uvolněno 6 tisíc zlatých slíbených jeho předchůdcem a tato stavba byla dokončena v roce 1752, kdy také byl  slavnostně vysvěcen kostel. Kostel se stal zdařilou stavbou z období nastupujícího rokoka, vybavenou soudobým inventářem. Celý areál byl dokončen v roce 1757 a v období barokní přestavby Bruntálu se stal jeho nejrozsáhlejší a největší stavbou. Jako jedna z mála tato stavba v 18. století odolala velkému požáru, kdy lehl popelem skoro celý Bruntál.

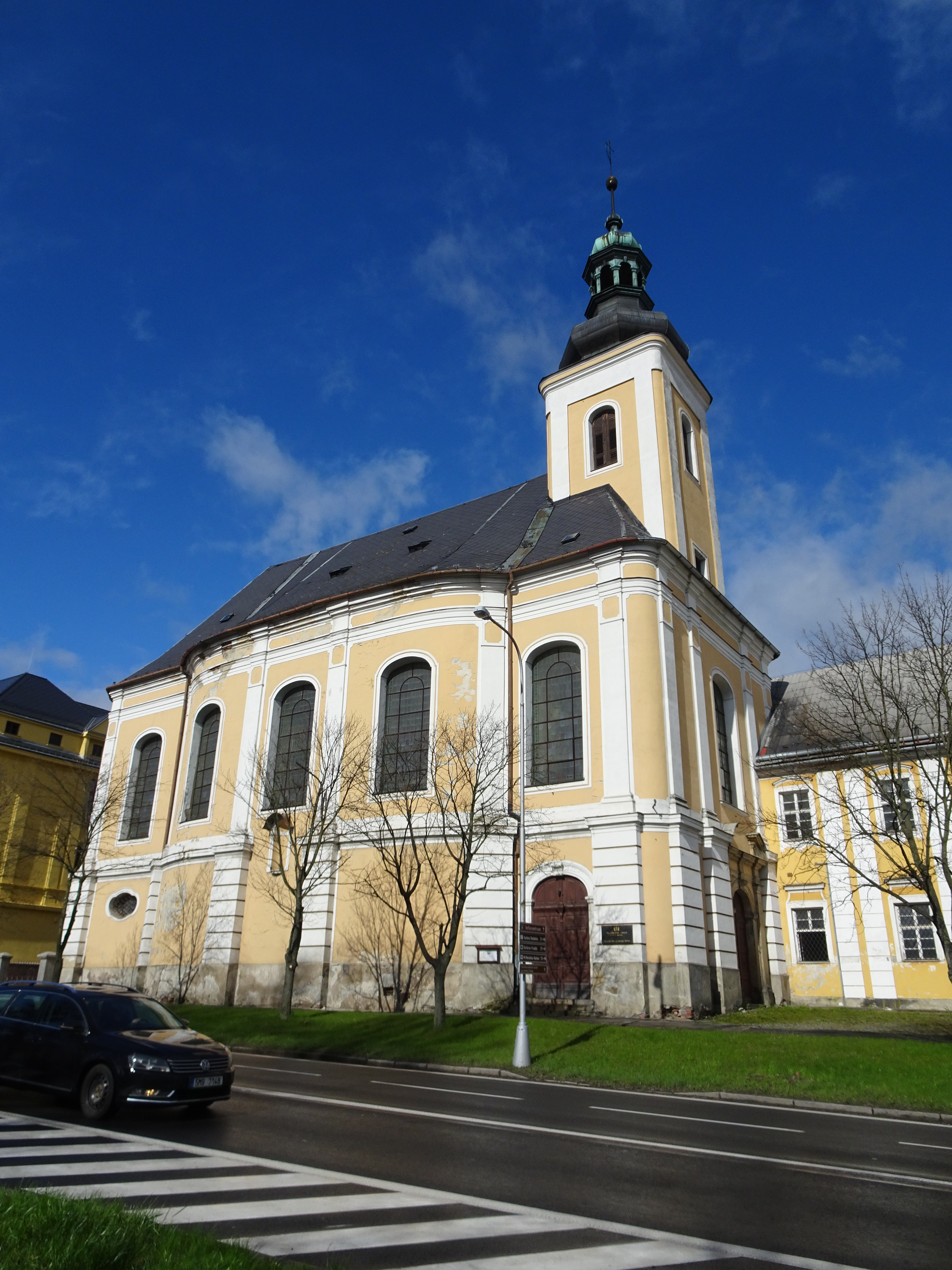
Kostel Panny Marie Těšitelky

Piaristická kolej sestávala ze 4 křídel, která obklopovala přibližně čtvercový dvůr. Kolejní budovy byly jednopatrové. Byly v nich umístěné v přízemí učebny, kuchyně, jídelna a aula a v patře žákovské ložnice, místnosti pro profesory a hosty a oratoř. K úpravám kláštera došlo v 19. století, kdy se fasádám koleje i kostela dostalo nové členitější štukové  výzdoby. V první polovině 20. století došlo k dalším úpravám. V roce 1904 bylo koleji přistavěno 2. patro nad severním a západním traktem a došlo na další úpravy fasád. Za 2. světové války byla budova koleje adaptována pro tehdejší školní potřeby.
Kolej byla od svého vzniku využívána ke školským a ubytovacím účelům. Piaristé, až do svého odchodu z Bruntálu v roce 1904, poskytovali všem typům škol své prostory bezplatně. Město, které areál převzalo od piaristů, jej i nadále využívalo ke školským účelům. V 21. století se areál kláštera stal sídlem střední odborné školy. Gymnázium, které bylo umístěno v klášteře, je spojeno s počátky divadelnictví v Bruntále, kdy žáci uváděli náboženské hry. Na přelomu 18. a 19. století (po zrušení gymnázia v r. 1777) pokračovali v těchto aktivitách v divadelním sále piaristické koleje ochotníci.
Na začátku 21. století začala kostel Panny Marie Těšitelky využívat pravoslavná církev.
Klášter, tedy areál piaristické koleje s kostelem Panny Marie Těšitelky, je od 3. 5. 1958 je památkově chráněn a od 7. 9. 1963 je zapsán do státního seznamu kulturních památek.